# Frank Bowden
Pour les articles homonymes, voir Bowden.
Franck Bowden (30 janvier 1848 au Royaume-Uni – 25 avril 1921), 1er baronnet, achète une fabrique de bicyclettes située Raleigh Street à Nottingham. Il renomme cette fabrique "Raleigh Bicycle Company" en 1888. Il invente le câble Bowden en 1902 afin de remplacer les tringles rigides de commandes.